# TRICK (倖田來未專輯)
《TRICK》（魔幻把戲）是日本歌手倖田來未的第7張個人原創專輯，收錄《MOON》、《TABOO（禁忌）》及《stay with me》，3張A面單曲。額外曲目「Venus」是翻唱歌曲，因為在吉列 venus body 除毛刀廣告中曾翻唱「Venus」而得到好評，所以收錄為bonus曲目。

## 解說
- 本作與前作於2008年發行原創專輯「Kingdom」相隔約一年。
- 本作未收錄單曲中的「Once again」、「Lady GO!」、「Always」、「Winter Bell」，共4曲。
- 全部的初回限定版封入「KODA KUMI LIVE TOUR 2009 〜TRICK〜」的先行預約案内告知用紙。
- 「TRICK企劃第2彈」包含「CD+2DVD」（「HAPPY TRICK 預購版」）隨機封入共39張的「LUCKY TRICK 金卡」以及390張的「LUCKY TRICK 銀卡」，「LUCKY TRICK 金卡」得中選者可得到倖田親筆簽名的「TRICK SPECIAL 海報」特典，而中選「LUCKY TRICK 銀卡」則可得到「TRICK SPECIAL 海報」特典。
- DVD2的一夜限定演唱會「KODA KUMI SPECIAL LIVE“Dirty Ballroom”〜one night show〜」是以CLUB的想法所構成的，表演與幕後花絮完整收錄於DVD中。

### 官方網站(使用大碟TRICK為主題的版本)
- 在官方網站首頁的左上方有兩顆骰子，如果擲出兩顆都是「一」(星)向上，就會出現隱藏的官方桌布。
- 在官網首頁中，按下倖田來未的指甲會出現隱藏的圖片。

### DVD主菜單
- DVD1中的主菜單含隱藏項目，如達成要求便會出現各音樂錄影帶的製作特輯。
- DVD2中的主菜單含隱藏項目，如達成要求便會出現KODA KUMI SPECIAL LIVE "Dirty Ballroom"～One Night Show～LIVE"的製作特輯。

### CD音源和音樂錄影帶差異
- 曲目「show girl」完結前會有「thank you」的獨白，但音樂錄影帶和CD中「thank you」的音調並不一樣。

## 發行版本
※共4種型態。

### CD+2DVD（HAPPY TRICK 預購版）
※僅日本版、台灣版。

- 以HAPPY TRICK價格販售。
- 收錄Bonus Track「Venus」，全15曲。
- 收錄音樂錄影帶DVD。
- 收錄「KODA KUMI SPECIAL LIVE "Dirty Ballroom"～one night show～」一夜限定演唱會。

### CD ONLY（HAPPY TRICK 預購版）
※僅日本版、台灣版。

- 以HAPPY TRICK價格販售。
- 全14曲。

### CD+2DVD
※香港版CD+2DVD版本與CD+2DVD（HAPPY TRICK 預購版）相同。
- 未收錄Bonus Track「Venus」，全14曲。
- 收錄音樂錄影帶DVD。
- 收錄「KODA KUMI SPECIAL LIVE "Dirty Ballroom"～one night show～」一夜限定演唱會。

### CD ONLY
- 未收錄Bonus Track「Venus」，全14曲。

### FansClub 特典（playroom、倖田組）
- 全15曲。
- 贈送特典貼紙「TABOO」、「TRICK（魔幻把戲）」、「stay with me」，共3枚。

## 曲目

### CD
1. INTRODUCTION FOR TRICK
專輯的opening。有歌詞但未記載在歌詞本上。
本作的Live Version收錄在「Alive/Physical thing（生存/本能慾望）」的CD ONLY初回限定盤。
2. TABOO
41st單曲。
3. show girl
  - music.jp 電視廣告曲。
4. Your Love
トステム住研groupフィアスホーム 電視廣告曲。
5. stay with me
42nd單曲。
6. This is not a love song
7. Driving
8. Bling Bling Bling feat.AK-69
本作首次揭露於『MUSIC STATION』。
9. That Ain't Cool
40th單曲「MOON」收錄曲。
10. Hurry Up!
11. Moon Crying
40th單曲「MOON」收錄曲。
12. JUST THE WAY YOU ARE
13. Joyful
本作首次揭露於『MUSIC STATION』。
本作的Live Version收錄在「Alive/Physical thing（生存/本能慾望）」的CD ONLY初回限定盤。
14. 愛のことば（愛語）
15. Venus（Bonus track）
P&G「吉列 Venus」廣告曲。
「CD＋2DVD」的「HAPPY TRICK預購版」限定收錄。

### DVD Disc1
- MUSIC VIDEO

1. show girl
2. JUST THE WAY YOU ARE
3. Moon Crying
4. That Ain't Cool(Album version)
5. TABOO
6. stay with me

- 隱藏影片

1. show girl(Making video)
2. JUST THE WAY YOU ARE (Making video)
3. Moon Crying (Making video)
4. That Ain't Cool(Making video)
5. TABOO(Making video)
6. stay with me (Making video)

### DVD Disc2
- KODA KUMI SPECIAL LIVE "Dirty Ballroom"～one night show～
  - 全長約140分鐘，含幕後花絮內容。

1. Cherry Girl-Space Cowboy Remix-
2. D.D.D.
3. Shake It Up -Kazz Caribbean Remix-
4. Always
5. come back
6. Butterfly
7. Bounce
8. BUT
9. Teaser Feat.Clench & Blistah
10. Hot Stuff feat. KM-MARKIT
11. 甘い罠（甜蜜陷阱）
12. 華
13. Candy feat.Mr.Blistah -Mad reggaeton remix-
14. Selfish ～the meaning of peace
15. WIND -PORTABLE WIND MIX-

- ENCORE

1. TABOO（禁忌）
2. TAKE BACK（Sunset In Ibiza Remix）
3. 空 -Yukihiro Fukutomi Remix-

- 隱藏影片

1. the Making of 「KODA KUMI SPECIAL LIVED“Dirty Ballroom”〜One Night Show〜」

## 相關事件
- 香港版CD+2DVD版本出錯
  - 香港版CD+2DVD版背面印有「Venus」，即表示光碟有收錄該曲目，但是當買家播放光碟時，卻發現光碟內只有14首曲目，並沒有「Venus」一曲。買家可以自行到所屬唱片店舖領取有收錄「Venus」的光碟。
- 預購
  - 日本及台灣均有舉行預購活動。預購者將享有折扣優惠，而預購版更有收錄額外的曲目「Venus」。

## 外部連結
- 日本官方網站（页面存档备份，存于） （日語）
- 日本官方歌迷網站（日語）
- 台灣官方網站（页面存档备份，存于）
- 香港官方網站
- musicJAPANplus艺人资料库 - 倖田來未（页面存档备份，存于） （英文）
- 專輯介紹[永久]